# Gaius Iulius Lepidus
Gaius Iulius Lepidus (vollständige Namensform Gaius Iulius Galeria Lepidus) war ein im 2. und 3. Jahrhundert n. Chr. lebender Angehöriger der römischen Armee. Durch eine unvollständig erhaltene Inschrift, die in Aeso gefunden wurde, ist seine militärische Laufbahn bekannt.
Lepidus diente als Centurio in den folgenden Legionen: in der Legio XIII Gemina pia fidelis, die ihr Hauptlager in Apulum in der Provinz Tres Daciae hatte, in der Legio I Adiutrix, die ihr Hauptlager in Brigetio in der Provinz Pannonia superior hatte, in der Legio X Gemina pia fidelis, die ihr Hauptlager in Vindobona in der Provinz Pannonia superior hatte und in der Legio XX Valeria Victrix, die ihr Hauptlager in Deva Victrix in der Provinz Britannia hatte.
In der Inschrift ist eine weitere Legion angegeben, deren Name aber unvollständig erhalten ist. Entweder in dieser Legion oder in der Legio XIII Gemina erreichte er den Rang eines Primus Pilus, je nachdem, in welcher Reihenfolge er in den angegebenen Legionen diente. Aus der Inschrift geht darüber hinaus hervor, dass er als Stadtrat (Decurio) von Barcino gewählt wurde.
Lepidus war in der Tribus Galeria eingeschrieben und stammte aus Iessos. Die Inschrift wurde durch seine Erben, die Freigelassenen Agathopus, Trophimus und Policarpus errichtet. Lepidus ist durch eine weitere Inschrift aus Aeso belegt, die er zu Ehren seines Freundes Publius Aemilius Paternus, der ebenfalls Primus pilus war, errichten ließ.
Die Inschrift mit seiner Laufbahn wird bei der EDCS auf 101/200 datiert. James Robert Summerly datiert seine Laufbahn in einen Zeitraum zwischen 185 und 240. Stephen James Malone datiert die Laufbahn auf nach 180 bzw. in das frühe 3. Jahrhundert.

## Reihenfolge der Legionen
Laut Stephen James Malone wurden für die Legion, deren Name in der Inschrift unvollständig erhalten ist, zwei Alternativen vorgeschlagen. Im CIL wurde die Legio VII Gemina pia fidelis ergänzt, die ihr Hauptlager in León in der Provinz Hispania Tarraconensis hatte; die Lesung bei der EDCS und der EDH ist ebenfalls [(centurioni) le]g(ionis) [VII Ge]m(inae) P(iae?) F(elicis?). Von Brian Dobson wurde dagegen die Lesung [p(rimus) p(ilus) le]g(ionis) [X Ge]m(inae) vorgeschlagen.
Für die Reihenfolge der Legionen, in denen Lepidus diente, ergeben sich ebenfalls zwei Varianten. Entweder ist seine Laufbahn als cursus inversus, d. h. in absteigender Reihenfolge, angegeben, wie im CIL angenommen oder in aufsteigender Reihenfolge, d. h. die Laufbahn entspricht der Reihenfolge der Legionen in der Inschrift. In der ersten Variante wäre Lepidus in die Legio VII Gemina eingetreten und wäre zuletzt Primus pilus in der Legio XIII Gemina geworden. In der zweiten Variante wäre er in die Legio XIII Gemina eingetreten und wäre zuletzt Primus pilus in der Legio VII Gemina (bzw. in der Legio X Gemina) geworden.

## Stadtrat
Laut Stephen James Malone könnte die Wahl in den Stadtrat (adlecto in numerum decurionum ab ordine Barcinonensum) darauf hindeuten, dass Lepidus ein Angehöriger des römischen Ritterstandes (Eques) war, der nicht als einfacher Soldat, sondern bereits im Rang eines Centurios in die Armee eintrat. Andererseits könnte er auch erst in den Stadtrat gewählt geworden sein, nachdem er den Rang eines Primipilaris erreicht hatte.